# Кара, Маркетто
Маркетто Ка́ра (итал. Marchetto Cara, Carra; ок. 1465, Верона — 1525, Мантуя) — итальянский композитор и певец, прославившийся как один из наиболее известных (наряду с его современником, Бартоломео Тромбончино) сочинителей фроттолы.

## Биография
Первоначальное образование получил как клирик в школе родного города (Scuola degli Accoliti). С начала 1490-х гг. (точная дата неизвестна; первая известная дата 1494 г.) до конца жизни состоял на службе Франческо II Гонзаги, маркиза мантуанского, и его жены (с 1490) Изабеллы д’Эсте, при дворе которых он совмещал обязанности композитора, лютниста и певчего; с 1511 занял пост придворного капельмейстера — эту должность он сохранил и при дворе преемника Франческо II, его сына Федерико. Кара участвовал (как певчий и композитор) во всех мероприятиях, устраивавшихся при мантуанском дворе, и в то же время руководил музыкальным оформлением богослужений в кафедральном соборе Св. Петра.
Кара был известен по всей Италии, прежде всего, как лютнист и певчий (сохранились документы о его «гастролях» в Вероне, Парме, Венеции, Милане, Кремоне, Пезаро, Падуе). Видный итальянский теоретик музыки П. Аарон назвал Кару «cantore al liuto» (в трактате «Lucidario in musica», 1545), а Б. Кастильоне (в своём широко известном трактате «Придворный», 1528) находил в его пении «мягкие гармонии, которые своими спокойными и полными жалостной нежности звуками трогают и проникают в душу, возбуждая в ней приятное сладостное чувство». Вместе с тем, аристократы и иерархи католической церкви часто заказывали ему музыку, а поэт Галеотто дель Карретто посылал ему стихи для сочинения на них музыки. О популярности Кары-композитора свидетельствуют и неоднократные публикации его фроттол (в 1504-14 гг.) в сборниках Оттавиано Петруччи и других раннепечатных нотных сборниках.

## Творчество
За исключением одного мотета на текст «Salve regina» и семи лауд наследие Кары содержит только светскую музыку, основную часть которой составляют фроттолы (более 100) и барцеллетты (около 47). В поздних песнях Кары (например, в «Doglia che non aguali») находят стилистические черты, связывающие их с (новым) мадригалом. Авторы стихов, на которые писал Кара, по большей части неизвестны; среди немногих известных — Петрарка, Серафино Аквилано, Б. Кастильоне (сонет «Cantai mentre nel core»); в одном случае («A la absentia») в качестве поэта выступил сам композитор.
Склад многоголосных песен Кары его исследователь Уильям Прайзер называет «гомофонией, оживлённой полифоническими приёмами» (англ. polyphonically animated homophony). Под «гомофонией» американский исследователь подразумевает моноритмическое многоголосие, в данном случае — ансамблевое силлабическое пение в технике нота-против-ноты, а под «полифонией» — имитационную полифонию.
Исследователи отмечают необычную особенность (текстомузыкальной) формы в барцеллеттах Кары. В типичном случае (например, у его современника Б. Тромбончино) для двух главных разделов формы — припева (итал. ripresa, букв. «повтор») и куплета (итал. stanza, букв. «строфа») — во фроттоле воспроизводится одна и та же музыка, что сообщает форме монотонность. Кара же в некоторых своих песнях использовал разную музыку для припева и куплета — наподобие того, как это было свойственно (за полтора столетия до Кары) итальянской баллате.
Гармония Кары (и фроттолы в целом) в музыкальной науке представляется как предтеча «монодического» песенного стиля барокко, то есть, как важная фаза развития гармонической тональности. Соответственно этому представлению, в современных интерпретациях многоголосные песни Кары (написанные для вокального ансамбля) исполняются, как правило, в аранжировке для голоса (верхнего в оригинальной партитуре) и инструмента/инструментов, наподобие раннебарочных гомофонных «арий» и канцон.